# Kamion (Płock)
Pour les articles homonymes, voir Kamion.
Kamion (prononciation : [ˈkamjɔn]) est un village polonais de la gmina de Nowy Duninów dans le powiat de Płock de la voïvodie de Mazovie dans le centre-est de la Pologne.
Il se situe à environ 3 kilomètres à l'ouest de Nowy Duninów (siège de la gmina), 19 kilomètres à l'ouest de Płock (siège du powiat) et à 114 kilomètres à l'ouest de Varsovie (capitale de la Pologne).

## Histoire
De 1975 à 1998, le village appartenait administrativement à la voïvodie de Płock.